# Shinsaku Himeda
Shinsaku Himeda (jap. 姫田 真左久, Himeda Shinsaku, häufig als Sinsaku Himeda romanisiert, Pseudonym: Masahisa Himeda; * 19. November 1916 in der Präfektur Hyōgo, Japan; † 29. Juli 1997) war ein japanischer Kameramann, der unter anderem 1971 für einen Oscar für die beste Kamera nominiert war.

## Biografie
Himeda brach ein Studium an der Teikoku bijitsu gakkō, der „Kunstakademie des Kaiserreichs“, Vorläufer der Kunsthochschule Musashino ab. 1937 wurde er Kameraassistent im Nikkatsu-Studio Tamagawa, später arbeitete er vorübergehend bei Daiei. Himeda begann seine Laufbahn als Kameramann 1949 mit seinem Debüt für den Film Nagareru hoshi wa ikiteiru von Eiichi Koishi. Während seiner beruflichen Laufbahn drehte er als Kameramann über 70 Filme.
Zu seinen bekannteren Arbeiten in Filmen von Shōhei Imamura gehören Nippon konchūki (Das Insektenweib, 1963), Erogotoshi-tachi yori: Jinruigaku nyūmon (Einführung in die Menschenkunde, 1966) sowie Fukushū suru wa ware ni ari (Die Rache ist mein, 1979), für den er 1980 den ersten Japanese Academy Award für die beste Kamera erhielt. Daneben war er Kameramann in dem Sexploitationsfilm Sayuri, die Stripperin (1972) von Tatsumi Kumashiro.
1965 gewann er für seine Arbeit im Film Akai satsui (Verbotene Leidenschaft, 1964) von Shōhei Imamura den Preis für die beste Kamera beim Mainichi Eiga Concours. Bei der Oscarverleihung 1971 war er neben Charles F. Wheeler, Osamu Furuya und Masamichi Satoh für den Oscar sowie den Laurel Award für die beste Kamera in Tora! Tora! Tora! (1970) nominiert.
Für die Filme Tempyo no iraka (Über alle Meere, 1980) sowie Eijanaika (Der Dieb und die Geisha, 1981) von Shōhei Imamura war er 1981 und 1982 erneut für den Japanese Academy Award für die beste Kamera nominiert. Für seine Kameraarbeit in den Filmen Yūkai hōdō (1982) von Shun’ya Itō sowie Hotaru-gawa (1987) von Eizō Sugawa erhielt er 1983 und 1988 dann wiederum den Japanese Academy Award für die beste Kamera.
Weitere von ihm gedrehte Filme waren Sensō to ningen III: Kanketsuhen (Jenseits der Hölle, 1973) von Satsuo Yamamoto, Akasen tamanoi: Nukeraremasu (Straße der Lust, 1974) von Tatsumi Kumashiro und Ningen no shōmei (Tod im Fahrstuhl, 1977) von Jun’ya Satō.
Für sein Lebenswerk verlieh ihm 1998 posthum die Jury des Mainichi Eiga Concours einen weiteren Preis.

## Filmografie (Auswahl)
- 1963: Das Insektenweib (Regie: Shōhei Imamura)
- 1964: Verbotene Leidenschaft (Regie: Shōhei Imamura)
- 1966: Einführung in die Menschenkunde (Regie: Shōhei Imamura)
- 1972: Sayuri, die Stripperin (Regie: Tatsumi Kumashiro)
- 1979: Fukushū suru wa ware ni ari (Regie: Shōhei Imamura)
- 1981: Der Dieb und die Geisha (Regie: Shōhei Imamura)
- 1982: Yūkai hōdō (Regie: Shun’ya Itō)